# L'infermiera pugnalatrice
L'infermiera pugnalatrice (Patient Abuse) è uno sketch tratto dal Monty Python's Flying Circus trasmesso nell'ultimo episodio della quarta serie.
È stato scritto da Douglas Adams ed è una probabile satira verso la burocrazia.

## Lo sketch
Lo sketch inizia in uno studio di un dottore. Un uomo (Terry Jones) entra con lo stomaco grondante di sangue. Il dottore (Graham Chapman), vedendo l'uomo insanguinato, gli chiede cosa è successo e l'uomo gli risponde che l'infermiera lo ha pugnalato. Il dottore gli dice che se vuole che faccia qualcosa deve prima compilare dei moduli. Con il sangue che fuoriesce ancora dallo stomaco, l'uomo cerca di riempire i moduli, mentre il dottore si lamenta dei problemi della burocrazia. Barcollando nel pavimento, l'uomo consegna i moduli al dottore e quest'ultimo comincia a indignarsi ("Certamente dovrebbe sapere la numero quattro! È sul Il mercante di Venezia, la sapevo anch'io!"). Lo sketch finisce con l'infermiera (Carol Cleveland) che arriva con una sciabola insanguinata, di sicuro ha accoltellato degli altri pazienti. Il dottore e l'infermiera decidono alla fine di andare a pranzo, lasciando l'uomo grondante di sangue e con una seconda possibilità di rifare i moduli e  se ci riesce darà a lui un po' di morfina.